# 18-й Вирджинский пехотный полк
18-й Вирджинский добровольческий пехотный полк (англ. 18th Virginia Volunteer Infantry Regiment) был пехотным полком, набранным в штате Виргиния для службы в армии Конфедерации во время Гражданской войны в США. Полк был сформирован в мае 1861 года и прошёл все сражения на востоке от Первого сражения до Булл-Ран до Фредериксберга, потом участвовал в экспедиции к Саффолку, сражался при Геттисберге, потом стоял под Ричмондом и прошёл последние сражения войны от Норт-Анны до капитуляции при Аппоматтоксе.

## Формирование
18-й вирджинский был сформирован в мае 1861 года, его роты были набраны в Дэнвилле и Фармвилле, а также в округах Ноттоуэй, Камберленд, Принс-Эдвард, Аппоматтокс, Питтсильвания и Шарлотт. Роты были собраны в лагере Кэмп-Ли около Ричмонда, где к ним приставили инструкторов вирджинского военного института; 25 мая полк был направлен к Манассасу, а 1 июля 1861 года включён в армию Конфедерации согласно «Генеральному приказу № 25».
В конце мая в полк были назначены офицеры. Командиром стал полковник Роберт Уитерс, подполковником — Генри Каррингтон, майором — Джордж Кебелл.

## Ротный состав
В июне 1861 года полк имел следующий ротный состав:
- Рота А: «Danville Blues», капитан Грейвс
- Рота В: «Danville Greys», капитан Клейборн
- Рота С: «Nottoway Rifle Guards», капитан Оуэн
- Рота D: «Prospect Rifle Guards or Greys», капитан Уолл
- Рота E: «Black Eagle Rifles», капитан Харрисон
- Рота F: «Farmville Guards», капитан Букер
- Рота G: «Nottoway Greys», капитан Конелли
- Рота H: «Appomattox Greys», капитан Мэтьюз
- Рота I: «Spring Garden Blues», капитан Лак
- Рота K: «Charlotte Rifles», капитан Спенсер

## Боевой путь

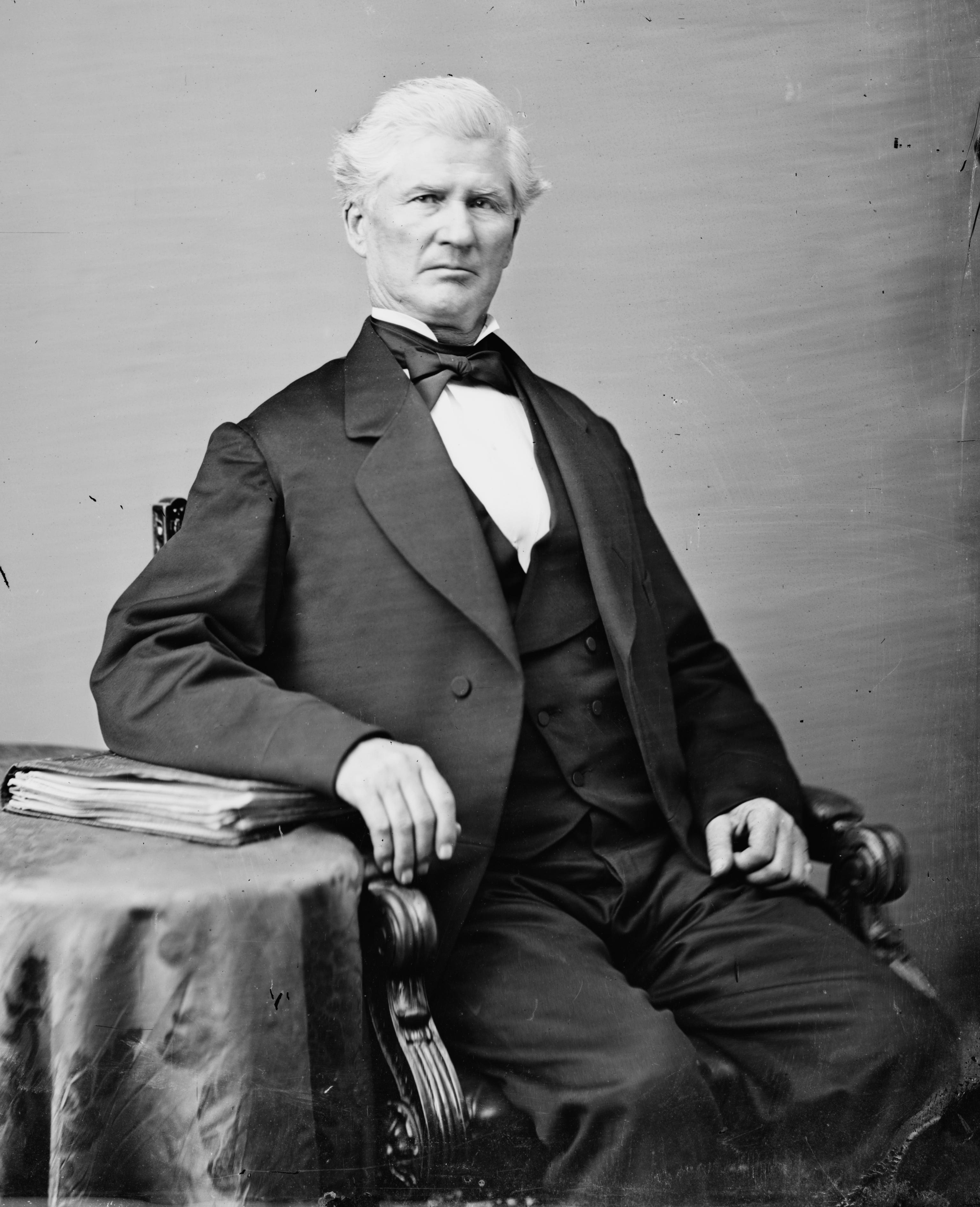
Роберт Уитерс

17 июля 1861 года полк прибыл в расположение Потомакской армии на реке Булл-Ран, где был направлен в лагерь Кэмп-Пикенс, а 20 июля этот полк был сведён с несколькими другими полками в бригаду, которую возглавил полковник Филип Сент-Джордж Кук.
Полк принял участие в первом сражении при Булл-Ран, где состоял в бригаде Филипа Кока. Когда федеральная армия атаковала левый фланг армии Юга, 18-й был отправлен на фланг и был одним из последних пехотных полков, прибывших на холм Генри. Полк атаковал и отбросил 38-й Нью-Йоркский пехотный полк — это была последняя атака на холме Генри, после которой холм остался в руках южан. Когда противник начал отступать, генерал Борегар отправил вдогонку два южнокаролинских полка, и 18-й Вирджинский. Полк перешёл Булл-Ран по броду Льюис-Форд и некоторое время преследовал противника по Уоррентонской дороге, пока преследование не было отозвано. В этом бою полк потерял 6 человек убитыми и 13 ранеными.
Весной 1862 года полк был включён в бригаду Джорджа Пикетта и принимал участие в боях при Йорктауне и Уильямсберге, отступал к Ричмонду и участвовал в сражении при Севен-Пайнс. В ходе последующей Семидневной битвы был задействован в боях при Гэинс-Милл и Глендейле (206 человек выбыло из строя в ходе Семидневной битвы). В ходе Северовирджинской кампании командование бригадой временно принял Эппа Хантон, и под его руководством бригада участвовала во втором сражении при Булл-Ран. После этого бригаду передали Ричарду Гарнетту, который командовал ею во время Мерилендской кампании и сражения при Энтитеме.
Зимой полк присутствовал (без серьёзного участия) на поле боя при Фредериксберге, а весной 1863 года участвовал в экспедиции Лонгстрита к Саффолку. В июне полк по-прежнему числился в бригаде Гарнетта и участвовал в Геттисбергской кампании. Бригада Гарнетта поздно пришла к Геттисбегу и была задействована во «Атаке Пикетта» 3 июля. Бригада Гарнетта была левой из двух передовых бригад дивизии Пикетта. Один из рядовых роты «G» потом вспоминал:
При Геттисберге в нашей роте было всего 100 человек — отличная группа солдат и офицеров. У нас было несколько рекрутов из Мериленда, которые, хотя и были плохо тренированы, оказались храбры и решительны, как ветераны. Мы вызвались в стрелковую цепь от своего полка во время атаки Пикетта. Это происходило в присутствии генерала Ли, который лично следил за этим опасным делом в наших трех бригадах. Из наших 100 человек стрелковой цепи лишь 8 вернулись из атаки целыми; более 90-ста были убиты и ранены.